# Полідор
Полідо́р (дав.-гр. Πολύδωρος) — наймолодший син Пріама й Гекаби. За «Іліадою», Полідора вбив Ахіллес.
Згідно з пізнішою версією, Пріам, передбачаючи падіння Трої, віддав Полідора разом із скарбами під опіку владаря Херсонесу Фракійського Поліместора. Зваблений скарбами Пріама, Поліместор убив Полідора й кинув його тіло в море. За смерть сина помстилася Гекаба, яка впізнала його тіло, викинуте на берег морськими хвилями. Вона осліпила Поліместора й повбивала його дітей.
Міф про Полідора опрацювали Евріпід у трагедії «Гекаба» та Овідій у «Метаморфозах»;